# Arno Kompatscher
Arno Kompatscher (Fiè allo Sciliar, 19 marzo 1971) è un politico italiano di madrelingua tedesca, esponente della Südtiroler Volkspartei. Dal 9 gennaio 2014 è presidente della Provincia autonoma di Bolzano e dal 13 marzo 2024 presidente della Regione autonoma del Trentino-Alto Adige, dopo aver già ricoperto quest’ultimo incarico dal 15 giugno 2016 al 7 luglio 2021.

## Biografia
Arno Kompatscher nasce da Walter Kompatscher e Elisabeth Rott. Dopo aver conseguito la maturità nel 1990 presso il liceo scientifico in lingua tedesca di Bolzano, ha assolto il servizio di leva militare arruolandosi negli Alpini e venendo posto di stanza a Codroipo, Brunico, Bolzano e Merano. Tra il 1991 e il 1997 studia Giurisprudenza presso l'Università di Innsbruck e l'Università degli Studi di Padova, lavorando nel frattempo come lattoniere e fabbro nell'azienda di famiglia.
Dopo la laurea, insegna diritto ed economia in alcuni istituti superiori di Bolzano e nel 1998 è nominato capo dell'ufficio legale e dei contratti del comune di Castelrotto, carica che ricopre fino al 2004, quando diviene presidente del consiglio di amministrazione e amministratore delegato della società Cabinovia Siusi - Alpe di Siusi s.p.a., incarichi che mantiene fino al 2013.

## Carriera politica
Entrato a far parte della Südtiroler Volkspartei (SVP), dal 2000 al 2005 è vicesindaco del suo paese natale, Fiè allo Sciliar, e membro del consiglio della Comunità comprensoriale Salto-Sciliar. Nel 2005 è eletto sindaco di Fiè allo Sciliar, carica in cui viene riconfermato nel 2010. Nel 2011 diviene presidente del Consorzio dei comuni dell'Alto Adige e del relativo Consiglio dei comuni, mentre nel 2012 è nominato responsabile del comitato per le politiche comunali della SVP.

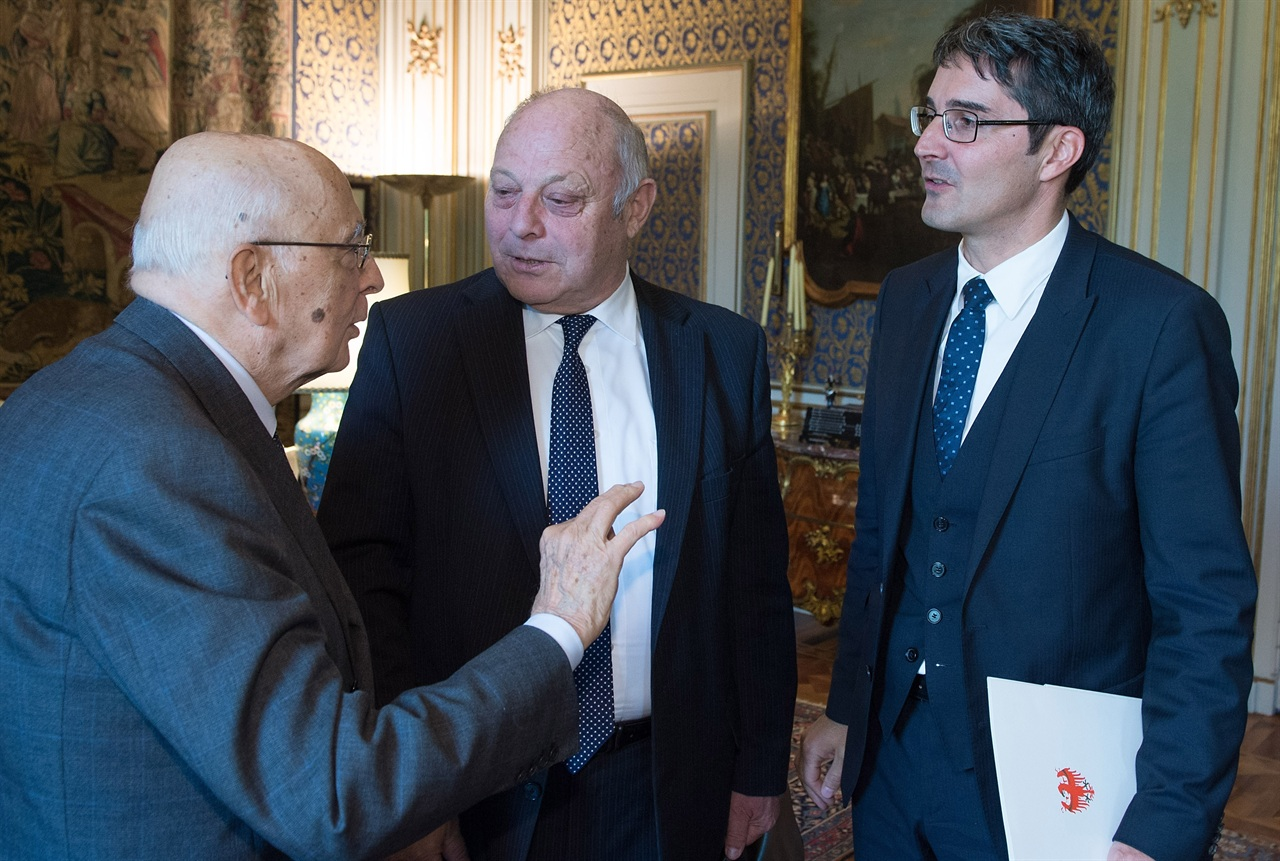
Kompatscher con Luis Durnwalder e il Presidente della Repubblica Giorgio Napolitano nel 2013

Nel 2013 si candida alle primarie indette dal suo partito per scegliere il nuovo esponente da presentare come capolista (e candidato presidente de facto, in quanto tale elezione spetta poi al consiglio provinciale) alle elezioni provinciali e ripartire le posizioni in lista dei candidati consiglieri. Oltre a lui si sono presentati l'ex Obmann della SVP Elmar Pichler Rolle e l'Obmann in carica Richard Theiner (quest'ultimo poi ritiratosi anzitempo dalla corsa per dissidi sulla gestione della campagna elettorale)
Kompatscher vince largamente la tornata, con l'82,8% dei consensi, contro il 17,16% di Pichler Rolle A seguito delle elezioni provinciali, il 9 gennaio 2014 viene eletto presidente della provincia autonoma di Bolzano dal consiglio provinciale. Nelle elezioni provinciali del 2018 Arno Kompatscher si è candidato una seconda volta come capolista della SVP ed è stato il candidato più votato con 68.210 voti di preferenza. Il 17 gennaio 2019 è stato rieletto come presidente della provincia dal consiglio provinciale.
Nelle elezioni provinciali del 2023 si è candidato nuovamente come capolista dell'SVP e ha ottenuto 58.775 voti di preferenza. Il 18 gennaio 2024, il consiglio provinciale lo ha rieletto presidente della provincia con 19 voti sì e 16 no.
Il 13 marzo 2024, dopo una serie di negoziazioni, viene rieletto, dal Consiglio regionale del Trentino-Alto Adige, Presidente della Regione.

## Vita privata
Dal 9 settembre 1995 Kompatscher è sposato con Nadja Ahlbrecht. Insieme hanno sette figli, nati tra il 1993 e il 2016.